# Harry Choates
Harry Choates (Rayne (Louisiana)), 26 december 1922 - Austin (Texas), 17 juli 1951) was een cajun-violist. 
Choates volgde geen formele opleiding en leerde zichzelf viool, accordeon en gitaar spelen. Hij verklaarde dat hij nooit een muziekinstrument heeft bezeten; hij speelde tijdens zijn opnamen op een geleende viool. Als kind was hij met zijn moeder verhuisd naar Port Arthur (Texas). Eind jaren 1930 speelde hij samen met bekende cajunartiesten als Leo Soileau, Papa Cairo, Jimmy Foster en Happy Fats and the Rayne-Bo Ramblers. Met die laatste maakte Choates zijn eerste plaatopname in 1940. Met zijn eigen band speelde Choates zowel cajun- als western swing-muziek. Hun versie van Jolie blon uit 1946 werd een regionale hit. In 1950 kreeg hij gezondheidsproblemen en kreeg hij problemen met de wet omdat hij had nagelaten alimentatie te betalen. Choates overleed in de gevangenis in Austin (Texas).
Choates werd opgenomen in de Hall of Fame van de Cajun French Music Association.